# СВМ
СВМ (Система Віртуальних Машин) — клон операційної системи компанії IBM VM, що розроблявся в СРСР для машин сімейства ЄС ЕОМ ряд 3. Перша версія системи вийшла в 1981 році в НДР. Надалі система розроблялась в НДІЕОМ (рос. НИИЭВМ), Мінськ.
Операційна система включала монітор віртуальних машин (МВМ), підсистему діалогової обробки (ПДО), базову операційну систему (BPS, BOS), систему комплексного автоматичного тестування (СКАТ) та систему оперативного тестування (СОТ), систему діалогового аналізу дампів, системи програмування та інші автономні та зберігаємі системи.

## Історія
Клон системи VM під назвою Система віртуальних машин був вперше адаптований до ЄС ЕОМ ряду 3 на підприємстві «Robotron» (НДР), а потім, з версії 2, розвивалася Мінським НДІЕОМ. Завдяки активності НДІЕОМ, СВМ розглядалася в СРСР як один з основних компонентів системного програмного забезпечення ЄС ЕОМ і, згодом, стала основою для ОС ЄС версії 7 (BOS — базова операційна система), що пропонувалася як штатний варіант для застосування на системах ЄС ЕОМ Ряд-3 і вище. Найбільшого поширення в СРСР отримали версії СВМ 3 і 4. Версія 5 була випущена вже в період розпаду СРСР і масової відмови від використання устаткування ЄС ЕОМ, у зв'язку з чим не отримала широкого розповсюдження, а під назвою «СВМ версія 6» мінські фахівці випустили пакет програм для VM, який мав забезпечувати максимальну сумісність VM з додатками СВМ.

## Архітектура
Ахітектура системи збігалася з архітектурою операційної системи VM.